# Bernadczyzna
Bernardczyzna – nieczynna stacja węzłowa koło wsi Bernacki Most, w gminie Narewka, w województwie podlaskim, w Polsce.